# عمرو بن عامر الأنصاري
عمرو بن عامر الأنصاري تابعي، وراوي حديث نبوي من الثقات، من أهل الكوفة. روى له الجماعة.

## روايته للحديث النبوي
- روى عن: أنس بن مالك.
- روى عنه: سفيان الثوري، وشريك بن عبد الله بن أبي نمر، وشعبة بن الحجاج، وأَبُو الزناد عبد الله بن ذكوان، ومسعر بن كدام، ويحيى بن سعيد الكوفي، ويحيى بْن عَبد اللَّه الجابر.[1]
- الجرح والتعديل: وثّقه أبو حاتم الرازي، والنسائي، ذكره ابن حبان في كتاب الثقات، وروى له الجماعة.[1]